# Bradyetes inermis
Bradyetes inermis är en kräftdjursart som beskrevs av Farran 1905. Bradyetes inermis ingår i släktet Bradyetes och familjen Aetideidae. Inga underarter finns listade i Catalogue of Life.